# Festival OTI de la Canción 1981
Het OTI Festival 1981 was de tiende editie van het OTI Festival, georganiseerd door de Organización de Televisión Iberoamericana. Het festival werd gepresenteerd door Raúl Velasco. Mexico had de organisatie op zich genomen in plaats van Puerto Rico.
Spanje won met het lied Latino.
| Land                                                    | Artiest                  | Lied                                                | Plaats    |
| ------------------------------------------------------- | ------------------------ | --------------------------------------------------- | --------- |
| Spanje                                                  | Francisco                | Latino                                              | 1 51 pts  |
| Argentinië                                              | Marianella               | Súbete a mi nube                                    | 2 40 pts  |
| Mexico                                                  | Yoshio                   | Lo que pasó, pasó                                   | 3 22 pts  |
| Verenigde Staten                                        | Aldo Matta               | Y fuiste mujer                                      | 3 22 pts  |
| Colombia                                                | Jaime D'Alberto          | Si nací por amor yo nací para amar                  | 5 18 pts  |
| Chili                                                   | Florcita Motuda          | Si hoy tenemos que cantar a tanta gente, pensémoslo | 5 18 pts  |
| Honduras                                                | Oneyda                   | Ven                                                 | 7 16 pts  |
| Nicaragua                                               | Luis Enrique Mejía Godoy | Así te quiero yo                                    | 8 15 pts  |
| Paraguay                                                | Alberto de Luque         | Vos y yo seremos todos                              | 8 15 pts  |
| Portugal                                                | José Cid                 | Uma lágrima                                         | 10 14 pts |
| Brazilië                                                | Claudia                  | Renacenza                                           | 10 14 pts |
| El Salvador                                             | Eduardo Fuentes          | El latinoamericano                                  | 12 11 pts |
| Ecuador                                                 | Hermanos Diablo          | América                                             | 12 11 pts |
| Peru                                                    | Gladys Mercado           | Hombre de mis sueños                                | 12 11 pts |
| Puerto Rico                                             | Glen Monroig             | Mírame a los ojos                                   | 15 8 pts  |
| Costa Rica                                              | Juan Carlos Wong         | Cantaré                                             | 15 8 pts  |
| Venezuela                                               | Neyda Perdomo            | Aquel ciego                                         | 17 7 pts  |
| Panama                                                  | Roger Bares              | Pero ayer fuiste sólo María                         | 17 7 pts  |
| Uruguay                                                 | Ariel                    | Olvidemos recordando                                | 19 4 pts  |
| Nederlandse Antillen                                    | Efrem Benita             | Vaya un amigo                                       | 20 2 pts  |
| Guatemala                                               | Sergio Iván              | Estoy loco                                          | 21 1 pto  |
| Gaststad: Auditorio Nacional - Ciudad de Mexico, Mexico |                          |                                                     |           |

1972 · 1973 · 1974 · 1975 · 1976 · 1977 · 1978 · 1979 · 1980 · 1981 · 1982 · 1983 · 1984 · 1985 · 1986 · 1987 · 1988 · 1989 · 1990 · 1991 · 1992 · 1993 · 1994 · 1995 · 1996 · 1997 · 1998 · 2000